# Karel Havlíček (fotbalista)
Karel Havlíček (* 19. července 1969) je český fotbalový trenér a bývalý obránce. Po 27. kole prvoligového ročníku 2016/17 se stal hlavním trenérem FC Hradec Králové.

## Hráčská kariéra
V československé a české lize hrál za Hradec Králové a FK Jablonec, v nejvyšší soutěži nastoupil ve 127 utkáních a dal 2 góly. Dále hrál za FK Náchod-Deštné a Železárny Třinec.

### Ligová bilance
| Ročník                                   | Zápasy | Góly | Klub                       |
| ---------------------------------------- | ------ | ---- | -------------------------- |
| 1. československá fotbalová liga 1992/93 | 21     | 0    | SKP Spartak Hradec Králové |
| 1. česká fotbalová liga 1993/94          | 29     | 1    | SKP Fomei Hradec Králové   |
| 1. česká fotbalová liga 1994/95          | 11     | 0    | SK Hradec Králové          |
| 2. česká fotbalová liga 1994/95          | -      | 0    | SK Železárny Třinec        |
| 2. česká fotbalová liga 1995/96          | 27     | 3    | SK Železárny Třinec        |
| 1. česká fotbalová liga 1996/97          | 26     | 1    | SK Hradec Králové          |
| Gambrinus liga 1997/98                   | 6      | 0    | SK Hradec Králové          |
| Gambrinus liga 1998/99                   | 16     | 0    | SK Hradec Králové          |
| Gambrinus liga 1999/00                   | 18     | 0    | FK Jablonec                |
| CELKEM 1. liga                           | 127    | 2    |                            |

## Trenérská kariéra
Po skončení hráčské kariéry působil jako trenér v nižších soutěžích. Po 27. kole prvoligového ročníku 2016/17 se stal hlavním trenérem FC Hradec Králové.